# Murdered Love
 (septembre 2012).
Si vous disposez d'ouvrages ou d'articles de référence ou si vous connaissez des sites web de qualité traitant du thème abordé ici, merci de compléter l'article en donnant les références utiles à sa vérifiabilité et en les liant à la section « Notes et références ».
Albums de POD
Rhapsody Originals
(2008)
Murdered Love est le huitième album studio du groupe de rock californien POD sorti le 10 juillet 2012.

## Liste des pistes
Toutes les paroles sont écrites par Sonny Sandoval, toute la musique est composée par POD.
| 1.    | Eyez (featuring Jamey Jasta of Hatebreed)                  | 2:47 |
| 2.    | Murdered Love (featuring Sick Jacken of Psycho Realm)      | 3:45 |
| 3.    | Higher                                                     | 3:22 |
| 4.    | Lost in Forever                                            | 4:06 |
| 5.    | West Coast Rock Steady (featuring Sen Dog of Cypress Hill) | 3:05 |
| 6.    | Beautiful                                                  | 3:53 |
| 7.    | Babylon the Murderer                                       | 4:19 |
| 8.    | On Fire                                                    | 3:44 |
| 9.    | Bad Boy                                                    | 3:18 |
| 10.   | Panic & Run                                                | 3:16 |
| 11.   | I Am                                                       | 5:10 |
| 40:45 |                                                            |      |

| 12. | Find a Way | 2:53 |

| 12. | Burn Down Rome |  |

| 12. | Lost in Forever (Scream) (Music video)         | 4:19 |
| 13. | Lost in Forever (Scream) (Making of the video) | 3:58 |